# FIFA 22
FIFA 22 — 29-я по счёту компьютерная игра из серии FIFA в жанре спортивный симулятор (футбол), разработанная компаниями EA Vancouver под издательством Electronic Arts. На ПК, PlayStation 4, PlayStation 5, Xbox One, Xbox Series X/S и Nintendo Switch. Игра вышла в октябре 2021 года.

## Особенности

### Ultimate Team
В FIFA 22 Ultimate Team EA включила обновления некоторых функций игрового режима. Прежде всего, EA представила карты FUT Heroes, и это карты, которые имеют уникальную химию, специфичную для лиги, которая привязана к их конкретному моменту героя, обеспечивая ссылку зеленого клуба для любого игрока в той же лиге, а также обычную ссылку на страну. В полный список карт героев входят: Марио Гомес, Тим Кэхилл, Оле-Гуннар Сульшер, Ежи Дудек, Джо Коул, Александр Мостовой, Давид Жинола, Иван Кордоба, Фредди Юнгберг, Юрген Колер, Ларс Рикен, Антонио Ди Натале, Клинт Демпси, Абеди Пеле, Хорхе Кампос, Фернандо Морьентес, Сами Аль-Джабер и Диего Милито. Игроки, входящие в состав команды недели, получат повышенную статистику карточек игроков в зависимости от их реальных жизненных достижений, чтобы отразить близость игры к реальному футболу. В предыдущих играх было доступно 22 игрока, за которыми стоит наблюдать, и еще 6 добавлены в FIFA 22. Как и в FIFA 21, в игре будут значки FIFA с изображением бывших звезд, а в FIFA 22 будет добавлено больше игроков-легенд, таких как Икер Касильяс, Робин ван Перси, Уэйн Руни и Кафу. У игроков также будет возможность предварительно просмотреть серебряные и золотые наборы игроков, как и в предыдущей игре, позволяя игрокам предварительно просмотреть, что они получат от набора, прежде чем решить, покупать ли его.

### Режим карьеры
Также, как и в предыдущих частях, в игре присутствует режим карьеры за игрока или тренера.В карьере за игрока стал возможен выход вашего персонажа на замену, а в карьере тренера-функция запроса бюджета.В FIFA 22 вернули возможность создания своего клуба.Она присутствовала в старых частях игры,но долгое время не появлялась в новых.

### VOLTA Football 22
В FIFA 22 можно вернуть футбол на улицы в режиме VOLTA FOOTBALL.Доступные опции: создание игрока, выбор экипировки и игра в уличный футбол в одиночку или в команде на игровых площадках по всему миру. Новый стиль игрового процесса вознаграждает вас за ваше мастерство игры. Игра возможна в уникальных событиях в особых локациях в каждом сезоне. Также появилась возможность открытия новой экипировки в новой системе сезонного прогресса, с которой вы зарабатываете опыт для всех представленных в VOLTA FOOTBALL наград, в каком бы режиме вы ни играли.

### Новые лиги и кубки
В FIFA 22 появилась Индийская Ай-Лига и четыре новые команды в Остальном мире. Более того, в игре продолжает присутствовать нелицензированная лига Бразилии с генерированными игроками.
| Конфедерация          | Страна                   | Лига       |
| --------------------- | ------------------------ | ---------- |
|                       | Австралия Новая Зеландия | А-Лига     |
| Индия                 | Ай-Лига                  |            |
| Китай                 | Суперлига                |            |
| Республика Корея      | Кей-Лига 1               |            |
| Саудовская Аравия     | Про-Лига                 |            |
| Япония                | Джей-Лига 1              |            |
|                       | Мексика                  | Лига MX    |
| США Канада            | МЛС                      |            |
|                       | Аргентина                | Примера    |
| Бразилия              | Серия А                  |            |
|                       | Австрия                  | Бундеслига |
| Англия Уэльс          | Английская Премьер-лига  |            |
| Англия Уэльс          | Чемпионшип               |            |
| Англия Уэльс          | Лига 1                   |            |
| Англия Уэльс          | Лига 2                   |            |
| Бельгия               | Лига Жюпилер             |            |
| Германия              | Бундеслига               |            |
| Германия              | Вторая Бундеслига        |            |
| Германия              | Третья лига              |            |
| Дания                 | Суперлига                |            |
| Ирландия              | Высшая лига              |            |
| Испания               | Примера                  |            |
| Испания               | Сегунда                  |            |
| Италия                | Серия А                  |            |
| Нидерланды            | Эредивизи                |            |
| Норвегия              | Элитсерия                |            |
| Польша                | Экстракласса             |            |
| Португалия            | Примейра                 |            |
| Румыния               | Лига I                   |            |
| Турция                | Суперлига                |            |
| Франция Монако        | Лига 1                   |            |
| Франция Монако        | Лига 2                   |            |
| Швейцария Лихтенштейн | Суперлига                |            |
| Швеция                | Аллсвенскан              |            |
| Шотландия             | Премьершип               |            |

В апреле 2022 года сборная России и ее клубы из-за вторжения в Украину были удалены из игры.

## Разработка
Игра была анонсирована в июле 2021 года. На обложке игры-Килиан Мбаппе. Трейлер игры вышел 11 июля. 20 июля был показан геймплей. 22 сентября 2021 года был открыт ранний доступ к игре для подписчиков EA Play; можно было поиграть 10 часов.

## Критика
Первые рецензии игровых критиков на FIFA 22 оказались в основном положительными. На сайте Metacritic футбольный симулятор получил 79 за версию для PlayStation 5 на основе 17 отзывов и 78 баллов за версию для Xbox Series X/S на основе 9 отзывов.
Как пишет Том Янг на Gfinity, глобальных изменений не произошло, несмотря на ожидания поклонников, однако в игре улучшили режимы и некоторые другие элементы. По словам критика, на старте FIFA 22 обошлось без недостатков, с которыми столкнулась FIFA 21. Янг также похвалил высокий уровень реализма в новой части на консолях нового поколения.
Журналист Коди Грейвел из ScreenRant отметил положительные изменения в анимации, физике мяча, темпе геймплея и вариативности в режиме карьеры.
В GameInformer раскритиковали игру за отсутствие глобальных изменений, в IGN Portugal и XGN — за баги на старте, особенно в режиме карьеры, и работу технологии HyperMotion не так, как задумано. Новинка якобы должна была «сделать умнее» игроков на поле.